# Вовкова (пам'ятка природи)
Во́вкова — ботанічна пам'ятка природи місцевого значення в Україні. Розташована в межах Березнівського району Рівненської області, на північний схід від села Більчаки. 
Площа 13,9 га. Статус присвоєно згідно з рішенням Рівненської облради № 69 від 19.03.1999 року. Землекористувач: ДП «Соснівський лісгосп» (Більчаківське лісництво, квартал 30). 
Статус присвоєно з метою збереження ділянки мішаного лісу, де зростають рідкісні види рослин. Особливу наукову цінність флористичному складу надають місцезростання такого рідкісного виду як астранція велика, занесена до Червоної книги України. На узліссі грабового лісу також зростає центральноєвропейський вид — лазурник трилопатевий. Доповнює склад рідкісних видів і лілія лісова, яка тут трапляється розсіяно.